# Духновський Ігор Олександрович
Ігор Олександрович Духновський (нар. 17 травня 1972, Красноперекопськ, Кримська область, УРСР) — український футболіст, виступав на позиціях півзахисника та нападника.

## Життєпис
Розпочав професіональну кар'єру в 1992 році, в складі севастопольської «Чайки», яка виступала у Другій лізі чемпіонату України. У 14 іграх забив 5 м'ячів, чим привернув увагу клубів вищого дивізіону, і вже в зимове міжсезоння перейшов до складу чинного чемпіона країни — сімферопольської «Таврії». Дебютував у вищій лізі 14 березня 1993 року, на 83-й хвилині домашнього матчу проти «Кременя» замінивши Садріддіна Ішмірзаєва (пізніше результат даного матчу був анульований, а «Таврії» було зараховано технічну поразку за вихід на поле дискваліфікованого Євгена Драгунова). Провів у складі клубу півтора сезони, не забивши жодного м'яча. У 1994 став гравцем армянського «Титану» з Другої ліги України, де провів рік. У наступному сезоні повернувся в елітний дивізіон, перейшовши в кіровоградську «Зірку-НІБАС», однак не зміг закріпитися в складі команди і вже через півроку повернувся в «Титан». У 1997 знову став гравцем «Таврії», а в наступному — маріупольського «Металурга», який дебютував у Вищій лізі, проте ні там, ні там основних ролей не відігравав. У 1999 році провів останній матч на професійному рівні. По завершенні кар'єри деякий час виступав в аматорському чемпіонаті України за «Хімік» з рідного Красноперекопська.